# Dalbergia mayumbensis
Dalbergia mayumbensis är en ärtväxtart som beskrevs av Baker f.. Dalbergia mayumbensis ingår i släktet Dalbergia, och familjen ärtväxter. Inga underarter finns listade i Catalogue of Life.